# Anzor Martkoplišvili
Anzor Martkoplišvili úředním jménem Piruz Martkoplišvili (* 14. října 1940 Zemo Mačchaani) je bývalý sovětský zápasník–sambista, judista a volnostylař gruzínské národnosti.

## Sportovní kariéra
V roce 1963 dokončil studia na vysoké škole tělesné výchovy a sportu v Tbilisi. Od počátku šedesátých let působil v Dinamu jako instruktor úpolových sportů. Soutěžil v zápasu sambo, ve volném stylu a v neposlední řadě v novém olympijském sportu v judu, na které se zaměřil koncem šedesátých let. V sovětské judistické reprezentaci startoval v pololehké váze do 63 kg. Sportovní kariéru ukončil v roce 1972 potom co neuspěl v sovětské nominaci na olympijské hry v Mnichově. Věnoval se trenérské práci, v období 1977-1986 byl hlavním trenérem gruzínské judistické reprezentace v rámci Sovětského svazu.